# Aya (singel)
Aya – pierwszy singel Kasi Kowalskiej zapowiadający jej dziewiąty album „AYA”. Do piosenki powstał teledysk nagrany w Stanach Zjednoczonych.

## Listy przebojów
| Notowania                           | pozycja |
| ----------------------------------- | ------- |
| Lista Przebojów Programu Trzeciego  | 8       |
| Szczecińska Lista Przebojów         | 26      |
| PiK (Polskie Radio Pomorza i Kujaw) | 2       |